# Zona sotádica

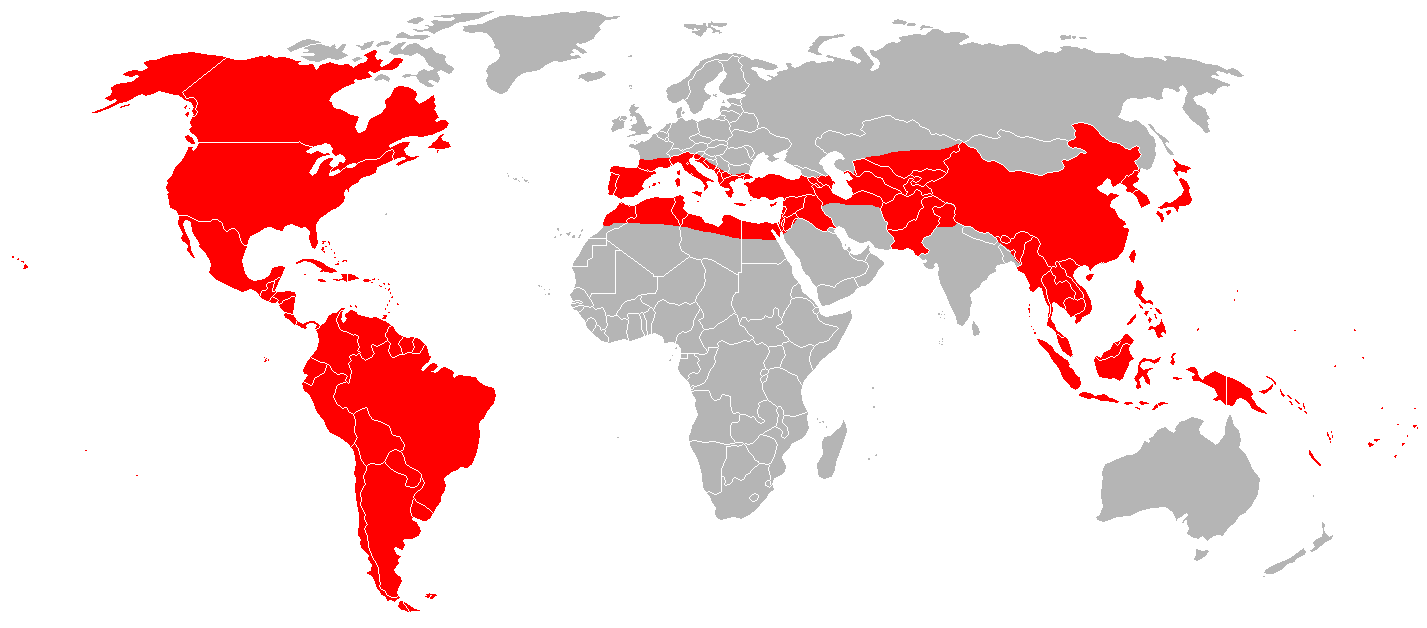
La zona sotádica de Burton incluyó sólo una pequeña parte de Europa y África, grandes zonas de Asia y toda América.

La existencia de una zona sotádica es una hipótesis de Richard Francis Burton; afirma que existe una zona geográfica en la que la pederastia es especialmente presente y tolerada, además manifiesta que dentro de esta zona una orientación sexual homosexual es mucho más común que fuera de ella. Se considera que esto sería una consecuencia del orientalismo.
Burton propuso esta hipótesis por primera vez en un apéndice a su traducción de Las mil y una noches de 1885. El nombre sotádico deriva de Sótades, un poeta helenístico griego cuyos versos homoeróticos están preservados en la Antología Palatina.
De acuerdo con la descripción de Burton, la zona sotádica comprendía:
1. limitado hacia el oeste por la ribera norte y sur del Mediterráneo (lat. 43° N y 30° S). Por lo tanto, la profundidad debía ser de unas 780 a 800 millas, incluyendo Francia meridional, la península ibérica, Italia y Grecia, con las zonas costeras de África de Marruecos a Egipto.
2. Hacia el este, la zona sotádica se estrecharía, incluyendo Asia Menor, Mesopotamia y Caldea, Afganistán, el Sind, el Panyab y Cachemira.
3. En Indochina el cintuon se ensancharía, incluyendo China, Japón y el Turquestán.
4. Luego se extendería, incluyendo la Polinesia y el Nuevo Mundo, donde en la época de su descubrimiento el amor sotádico era, con algunas excepciones, una institución establecida.

Dentro de la zona sotádica, el vicio sería popular y endémico, en el peor de los casos considerado un pecadillo, mientras que las razas al norte y al sur sólo lo practicarían de forma esporádica, considerado un oprobio por los demás, que en general serían incapaces físicamente de realizar la operación y la verían con el mayor asco.
Burton realizó sus escritos cuando la Antropología todavía estaba en su infancia. Pocos estudiosos posteriores han producido resultados similares. Convenientemente, la zona sotádica de Burton incluye muchas de las áreas que en la época eran colonias de Gran Bretaña, donde sus ciudadanos viajarían con mayor probabilidad y donde con mayor probabilidad buscarían una exótica experiencia sotádica.
Por otra parte, a pesar de estar obligado a tratar la homosexualidad como «el Vicio», la zona sotádica de Burton es uno de los primeros intentos de crear una hipótesis que hicieran parecer la homosexualidad como un fenómeno natural, más que como un «vicio contra natura». El ensayo de Burton llevó su conocimiento de la antigüedad clásica y de Oriente Medio a tratar el tema y a establecer la prevalencia y persistencia histórica de la pederastia.